# Girkhausen (Wenden)
 Girkhausen  ist ein Ortsteil der Gemeinde Wenden im Sauerland, Nordrhein-Westfalen (Deutschland).

## Geografie
Der Ort liegt an der Wende rund fünf Kilometer östlich von Wenden innerhalb des Naturparks Ebbegebirge. Das Quellgebiet der Wende liegt östlich von Girkhausen im Naturschutzgebiet Wendequellgebiet. Durch den Ort führen die Landesstraße 714 und die Kreisstraße 11.
Angrenzende Orte sind Altenhof, Altenwenden, Osthelden, Schönau und Wenden.

## Geschichte
Im Jahr 1536 gehörte Girkhausen zum Gericht Wenden. Frühe Anhaltspunkte über die Größe des Ortes ergeben sich aus einem Schatzungsregister (diente der Erhebung von Steuern) für das Jahr 1543. Demnach gab es in Girkhausen damals „Berringhaußen“, später „Geringhhuißen“ drei Schatzungspflichtige. Die Zahl dürfte mit den damals vorhandenen Höfen bzw. Häusern übereingestimmt haben.